# Трисвятская Слобода
Трисвя́тская Слобода́ (укр. Трисвятська Слобода), до 2016 года — Радя́нская Слобода́ (укр. Радя́нська Слобода́), также Сове́тская Слобода́ — село Черниговского района Черниговской области Украины. Население 1042 человека в 2001 году. Население 1376 человек в 2025 году. Протекает река Ильговка.
Код КОАТУУ: 7425586001. Почтовый индекс: 15505. Телефонный код: +380 462.

## Власть
Орган местного самоуправления — Трисвятско-Слободский сельский совет. Почтовый адрес: 15505, Черниговская обл., Черниговский р-н, с. Трисвятская Слобода, ул. Волгоградская, 18а, тел. 68-90-42, факс 69-75-10.
Трисвятско-Слободскому сельскому совету, кроме Трисвятской Слободы, подчинено село Павловка.

## Галерея

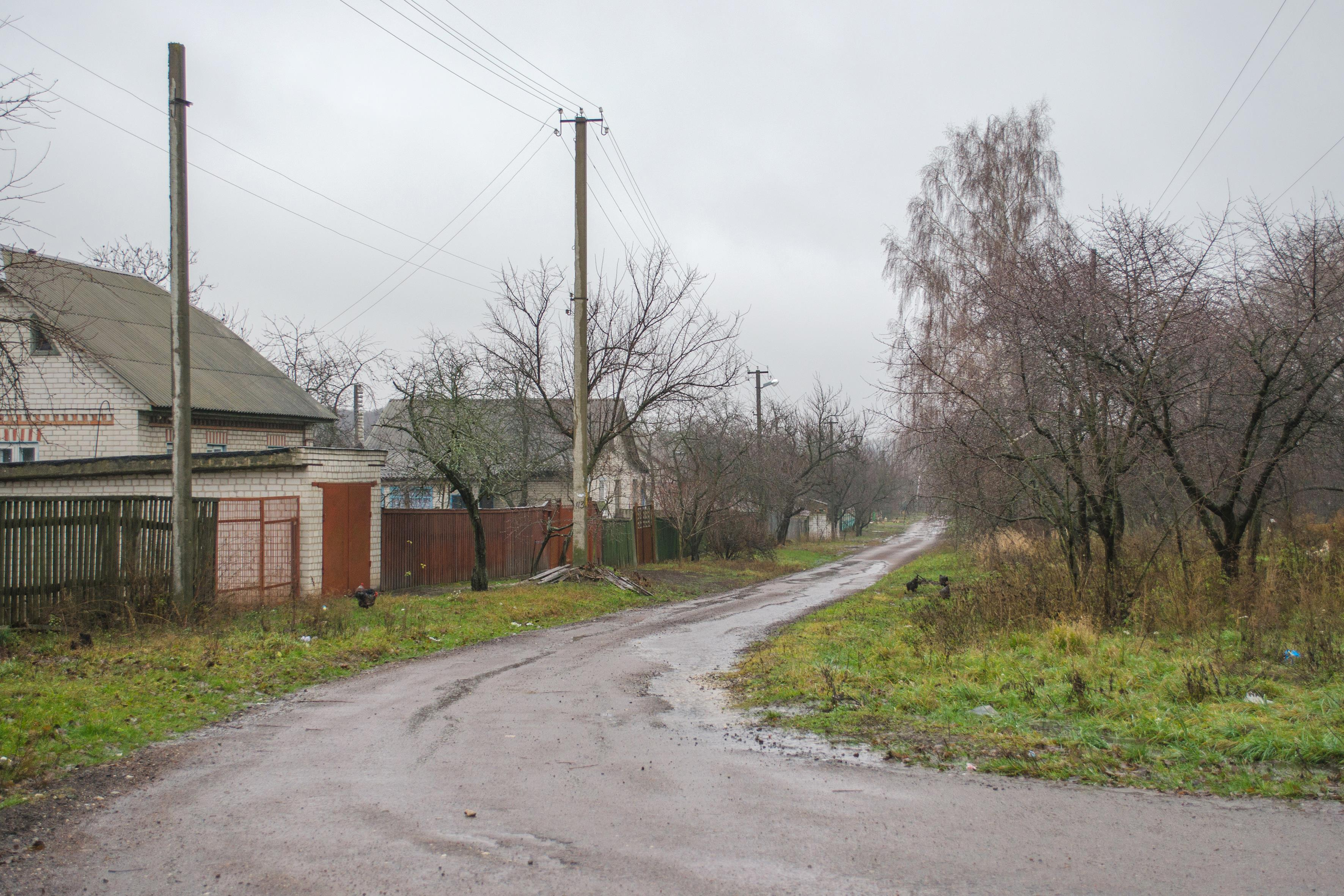
Уголок села
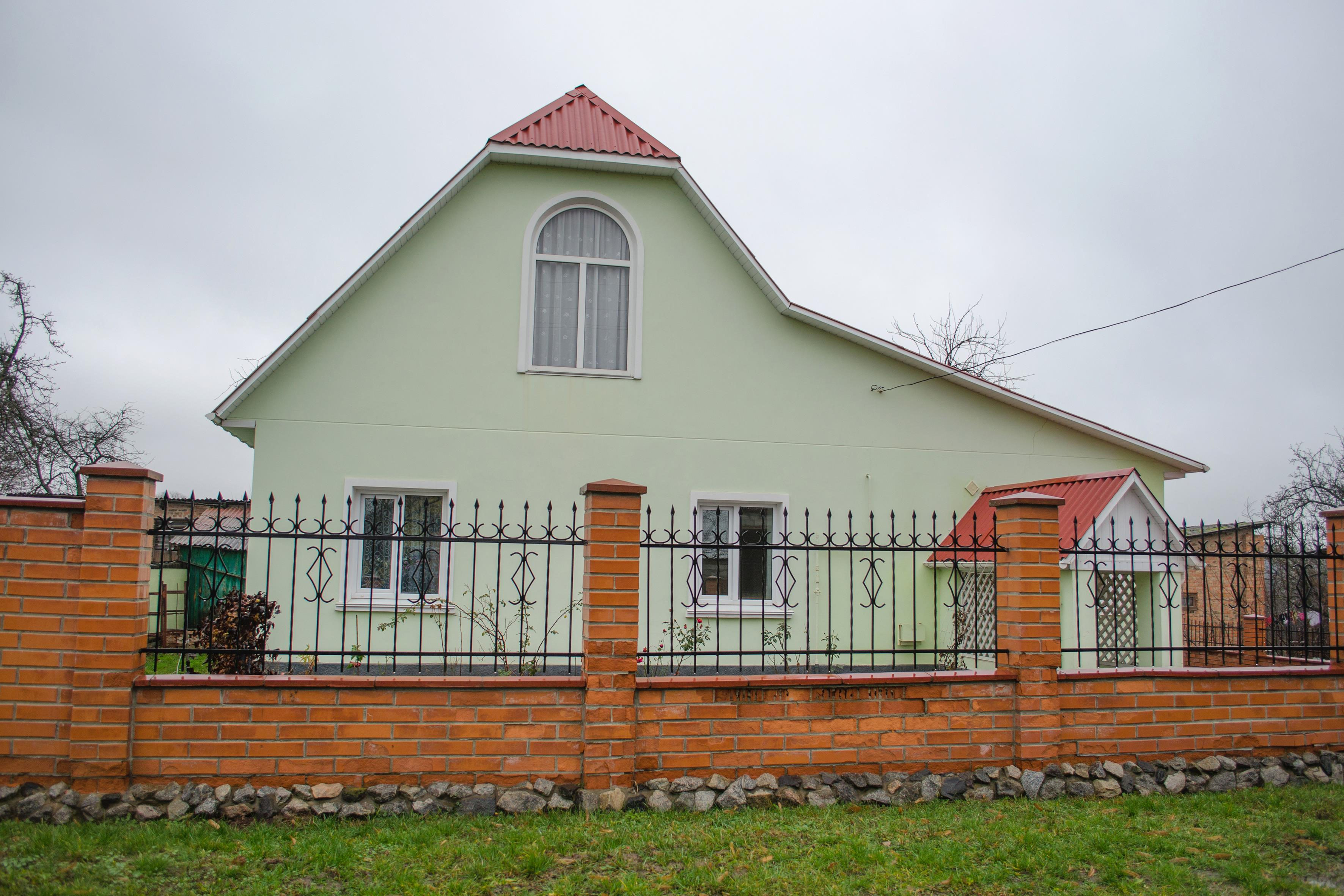
Дом
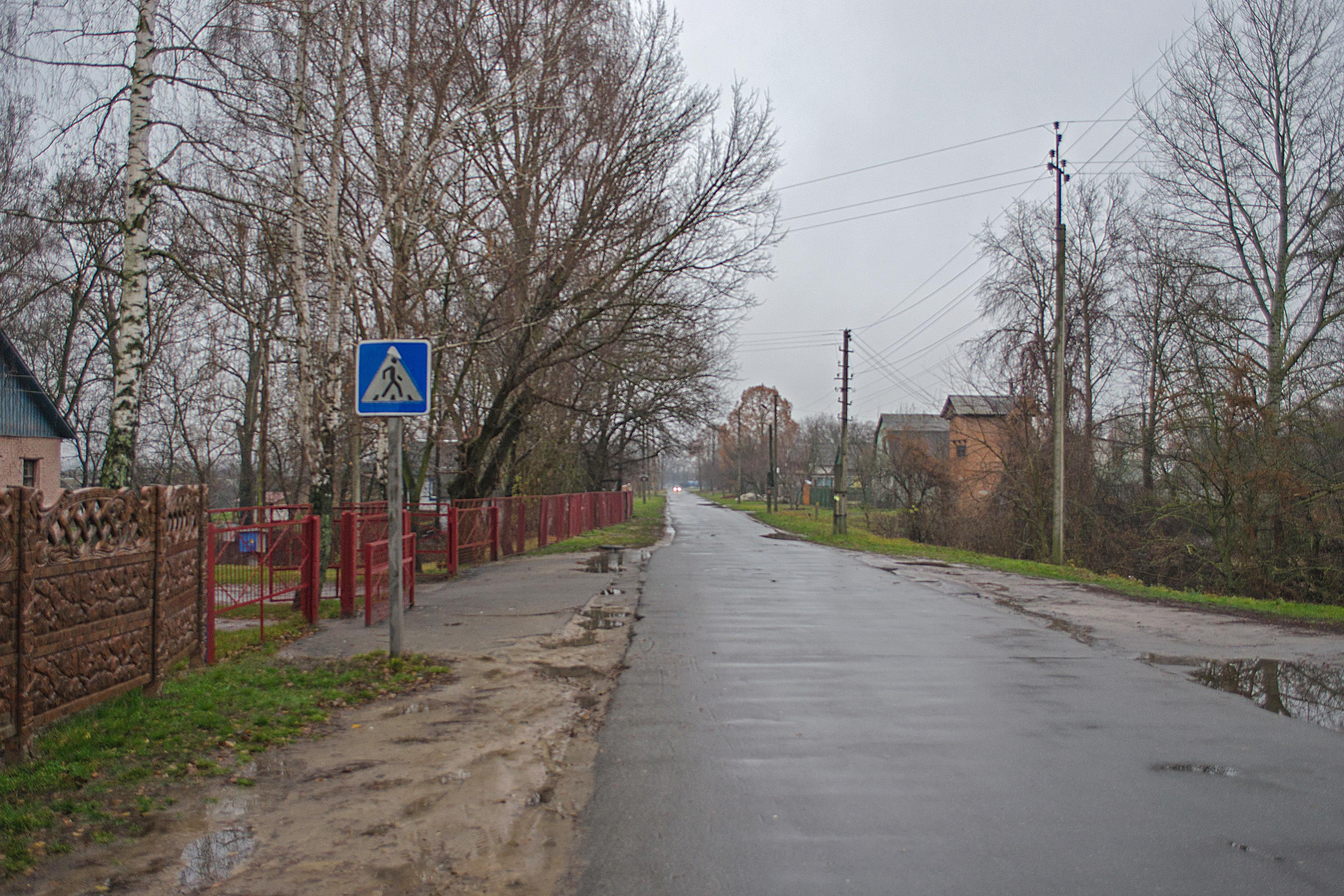
Дорога
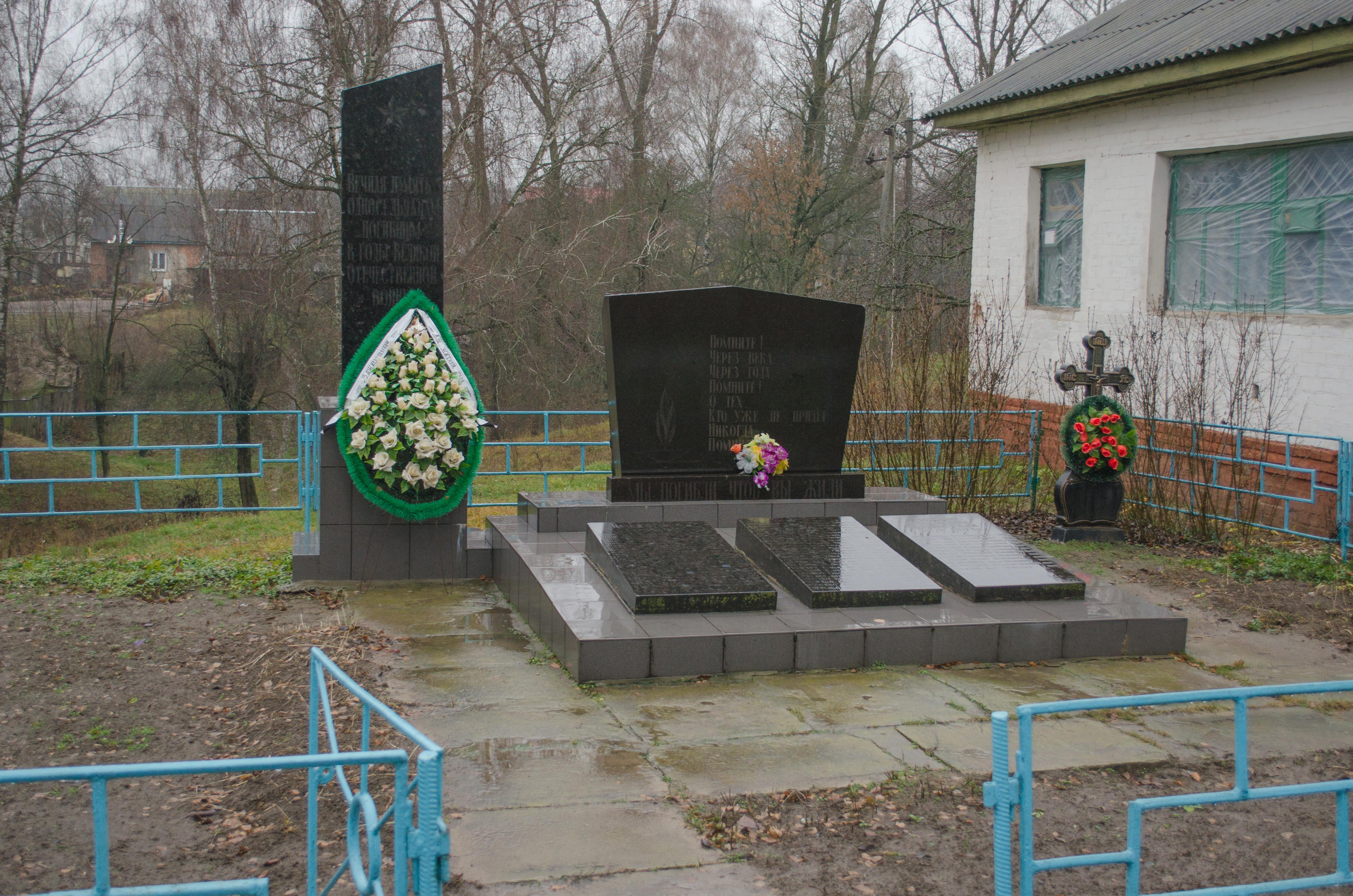
Братская могила
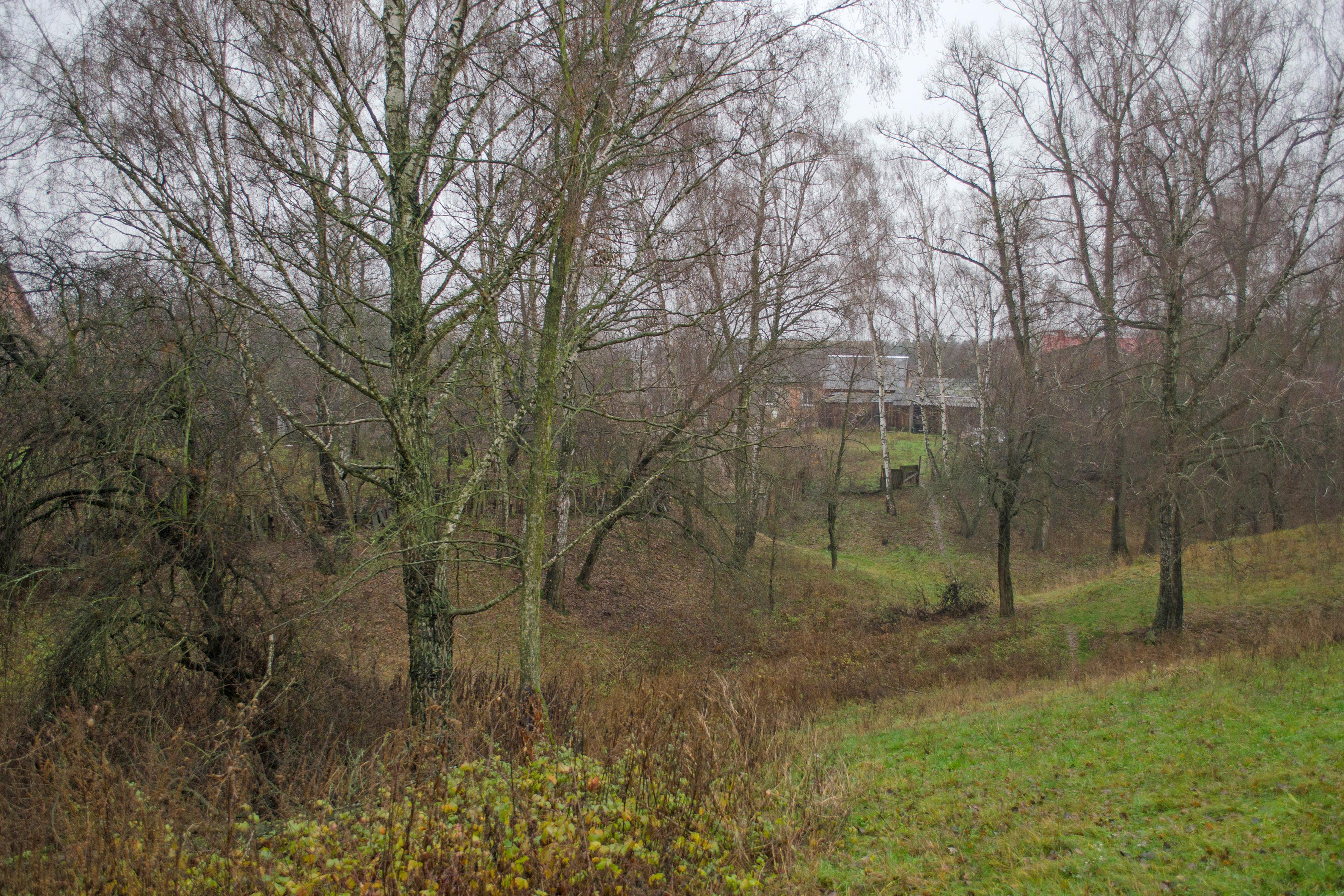
Овраг